# Wilhelm Wenning

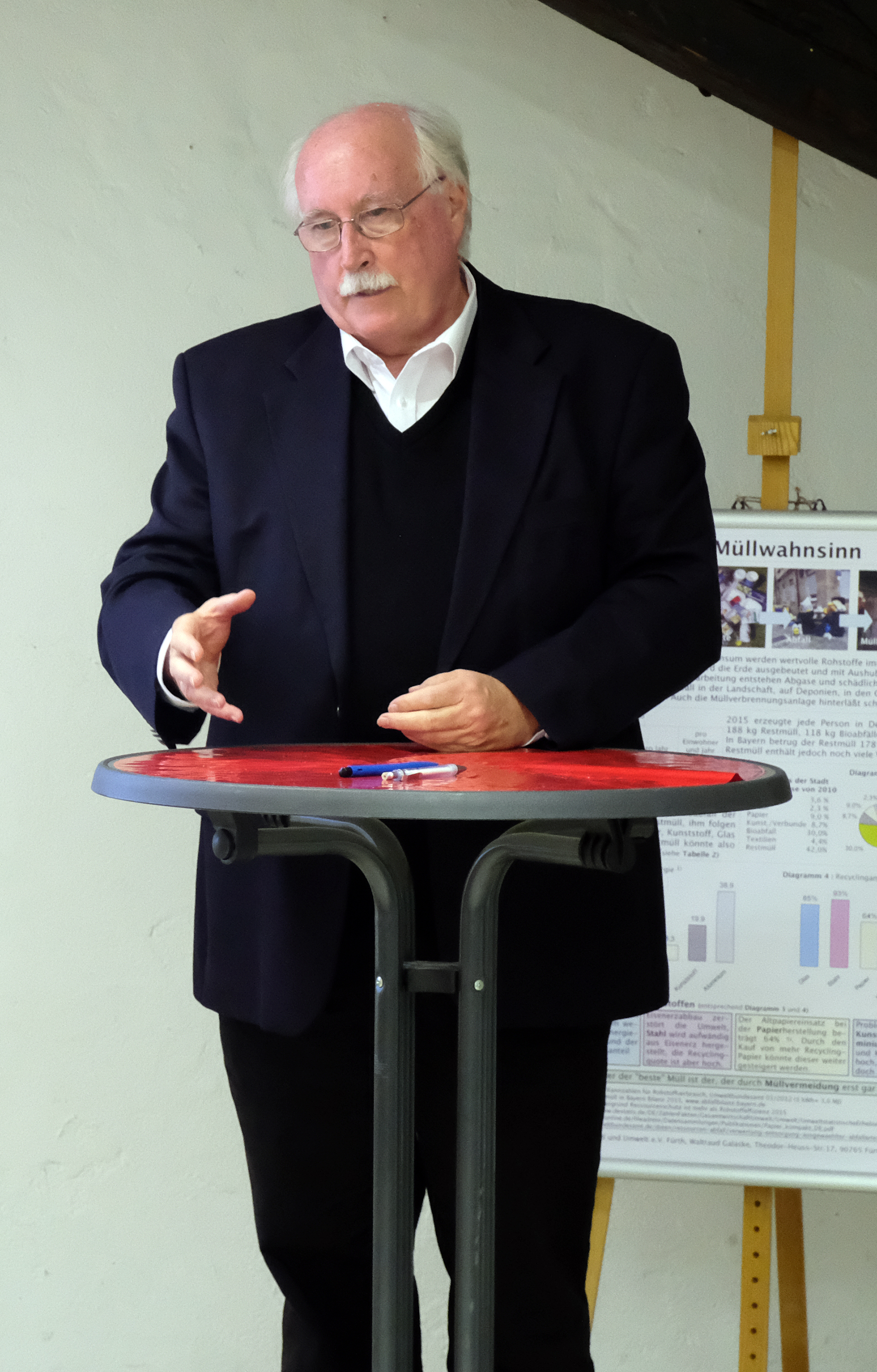
Wilhelm Wenning, 2018

Wilhelm Wenning (* 18. Oktober 1950 in Nürnberg) war von 2007 bis 2016 Regierungspräsident des Regierungsbezirks Oberfranken.

## Ausbildung und Beruf
Nach seinem Abitur am Hardenberg-Gymnasium Fürth studierte Wenning Rechtswissenschaften an der Friedrich-Alexander-Universität Erlangen-Nürnberg. 1979 trat er als Richter beim Verwaltungsgericht Ansbach in den Staatsdienst ein. Von 1982 bis 1990 arbeitete er am Landratsamt Neustadt an der Aisch-Bad Windsheim.

## Abgeordneter
Im Jahr 1978 wurde Wenning mit 27 Jahren erstmals für die CSU in den Stadtrat von Fürth gewählt. Diesem gehörte er – zuletzt auch als Fraktionsvorsitzender – bis zu seiner Wahl in den Bayerischen Landtag im Jahr 1990 an. Wenning war Mitglied der CSU-Fraktion im Bayerischen Landtag von 1990 bis 1994 (12. Legislaturperiode).
Ende 1994 kehrte er als Richter ans Verwaltungsgericht in Ansbach zurück.

## Öffentliche Ämter
Bei der Kommunalwahl im März 1996 wurde Wenning überraschend in der Stichwahl gegen Amtsinhaber Uwe Lichtenberg (SPD) mit 50,79 % als Oberbürgermeister der Stadt Fürth gewählt. Bei knapp 40.000 abgegebenen Wahlzetteln hatte Wenning einen Vorsprung von insgesamt nur 617 Stimmen. Seit dem Verlust des Oberbürgermeisteramtes an Thomas Jung (SPD) im März 2002 arbeitete Wenning bei der Regierung von Oberfranken in Bayreuth.
Er wurde im Mai 2002 Leiter der Abteilung I – Zentrale Aufgaben und Vertreter des Regierungsvizepräsidenten. Ab 1. Januar 2004 hatte er das Amt des Regierungsvizepräsidenten inne.
Seit dem 1. Januar 2007 war Wilhelm Wenning Regierungspräsident der Regierung von Oberfranken; mit Ablauf des 29. Februar 2016 trat er in den Ruhestand.

## Sonstiges
Wenning war von 1994 bis 2008 nichtberufsrichterliches Mitglied des Bayerischen Verfassungsgerichtshofs in München. Lange Jahre war Wenning 1. Vorsitzender des Bayerischen Roten Kreuzes Fürth und 1. Vorsitzender der Kunstfreunde e. V. Fürth. Seit dem 30. September 2017 ist er Vorsitzender des Landesverbandes des Volksbund Deutsche Kriegsgräberfürsorge e. V. in Bayern.
Im Jahr 2002 wurde Wenning die Goldene Bürgermedaille der Stadt Fürth verliehen. Am 27. Juni 2018 erhielt er den Bayerischen Verdienstorden.
Am 30. März 2012 wurde Wenning zum 1. Vorsitzenden des Historischen Vereins für Oberfranken in Bayreuth gewählt; er trat die Nachfolge von Bernd Mayer an.
Er ist verheiratet und hat zwei Kinder.